# Хироаки Сато
Хироаки Сато (јап. 佐藤 弘明; Хјого, 5. фебруар 1932 — 1. јануар 1988) био је јапански фудбалер.

## Каријера
Током каријере је играо за Kwangaku Club.

## Репрезентација
За репрезентацију Јапана дебитовао је 1955. године. Учествовао је и на олимпијским играма 1956. За тај тим је одиграо 15 утакмица.

## Статистика
| Јапан  | Јапан   | Јапан  |
| Година | Наступи | Голови |
| ------ | ------- | ------ |
| 1955.  | 5       | 0      |
| 1956.  | 3       | 0      |
| 1957.  | 0       | 0      |
| 1958.  | 4       | 0      |
| 1959.  | 3       | 0      |
| Укупно | 15      | 0      |